# Форет ан Камбрези
Форет ан Камбрези (фр. Forest-en-Cambrésis) насеље је и општина у североисточној Француској у региону Север-Па д Кале, у департману Север која припада префектури Авне сир Елп.
По подацима из 2011. године у општини је живело 543 становника, а густина насељености је износила 61,22 становника/km². Општина се простире на површини од 8,87 km². Налази се на средњој надморској висини од 132 метара (максималној 154 m, а минималној 89 m m).

## Демографија
| 1962. | 1968. | 1975. | 1982. | 1990. | 1999. | 2011. |
| ----- | ----- | ----- | ----- | ----- | ----- | ----- |
| 560   | 600   | 578   | 511   | 520   | 506   | 543   |

График промене броја становника у току последњих година